# Hebrus hubbardi
Hebrus hubbardi är en insektsart som beskrevs av Porter 1952. Hebrus hubbardi ingår i släktet Hebrus och familjen vitmosseskinnbaggar. Inga underarter finns listade i Catalogue of Life.